# ترانه نابینای عرب
ترانه نابینای عرب ترانه‌ای است به زبان ترکی آذربایجانی. این ترانه در اصل قطعه‌ای از اپرت شیخ صنعان اثر عزیر حاجی‌بیگف بوده و بعدها خوانندگان دیگری آن را به تنهایی اجرا کرده‌اند.
شعر این ترانه را حسین جاوید شاعر آذربایجانی سرود.